# Xenia Orchidacea
Xenia Orchidacea (abreviado Xenia Orchid.) es un libro con ilustraciones y descripciones botánicas que fue escrito por el ornitólogo, botánico, pteridólogo y conocido orquideólogo alemán del siglo XIX Heinrich Gustav Reichenbach. Fue publicado en 3 volúmenes, el v. 1, 1854-1858; v. 2, 1862-1874; y v. 3, 1878-1900, con el nombre de Xenia Orchidacea : Beitraege zur Kenntniss der Orchideen. Leipzig.